# 氯氧化铋
氯氧化铋是一种无机化合物，化学式为BiOCl。它是一种有光泽的白色固体，自古代起便已有使用，尤其是在古埃及。其板状结构的光波干涉产生类似于珍珠的珠光彩虹光反射。
BiOCl在自然界中以罕见矿物氯铋矿的形式存在，该矿物存在于氟氯铅矿矿群中。

## 结构
氯氧化铋的结构可以认为由层状的Cl−、Bi3+以及O2−构成（分别对应右侧图中的灰色(Bi)、红色(O)和绿色(Cl)的离子）。这些离子按Cl-Bi-O-Bi-Cl-Cl-Bi-O-Bi-Cl的模式排序，有着胶体的Cl−与O2−以及阳离子Bi3+。这种层状结构产生了这种材料的珠光性质。
就单个离子的配位环境来说，铋中心采取扭曲的正方形反棱镜的配位几何。Bi3+离子与四个Cl−配位，形成一个正方形面，每个正方形的面与Bi的距离为3.06Å，四个氧原子形成另一个正方形面，每个正方形面与Bi的距离为2.32Å。 铋和氧是四面体配位。

## 制备与反应
BiOCl由氯化铋的水解反应制得：
BiCl3 + H2O → BiOCl + 2 HCl
除了直接使用氯化铋外，还可以将硝酸铋五水合物溶于浓盐酸，再稀释水解得到。
当BiOCl加热至600 °C以上时，它转换为Bi24O31Cl10（该化合物称作“Arppe化合物”），有着复杂的层状结构。pH<5的盐酸作用于BiOCl时，盐酸浓度越大、温度越高，越有利于BiOCl的溶解。BiOCl可以被NH4HCO3转化为碳酸盐：
2 BiOCl + 2 NH4HCO3 → (BiO)2CO3 + CO2↑ + H2O + 2 NH4Cl
BiOCl和Na2CO3的混合物可以在加热下被碳或一氧化碳还原为金属铋。

## 应用
在古埃及，它曾用于化妝品，如眼影、头发喷雾剂、化妆粉、指甲油及其他化妆品。由于BiOCl的片状结构，其悬浊液有类似珍珠的光学性质。在化妆品中它的名字为C.I. 77163。
硝酸氧铋的结构与之类似，也可用作白色颜料。